# Oriana Altuve
Oriana Altuve (Caracas, Venezuela; 3 de octubre de 1992) es una futbolista profesional venezolana. Juega de delantera y su actual equipo es el  Real Club Deportivo de La Coruña de la Primera División Femenina de España. Fue la goleadora de la Copa Libertadores Femenina durante dos años consecutivos en las ediciones 2016 y 2017.
El 22 de septiembre de 2018, debutó con la camiseta del Rayo Vallecano anotando tres goles en casa del Madrid CFF, convirtiéndose así en la primera venezolana en jugar un partido de la Liga Iberdrola, la Primera División de España.

## Biografía
Oriana Altuve, se inició en el fútbol femenino a los 10 años de edad en la Escuela de Fútbol de la Universidad Experimental Pedagógica de la ciudad de Caracas. Proviene de una familia de futbolistas de la parroquia popular del oeste de Caracas el 23 de Enero, su prima Aileen Rosales es una jugadora de la Liga Nacional de Fútbol Femenino de Venezuela y su primo Roberto Rosales con gran recorrido en el fútbol de Europa.

### Caracas FC
Debutó con el Caracas FC con 17 años donde se destacó con varios títulos hasta mediados del 2016 anotando una buena cantidad de goles que le valieron para representar a su selección.

### Colón FC
A mediados del 2016 toma rumbo a territorio charrúa y ficha con el Colón FC con el que se consagraría campeona de la Liga y en la Copa Libertadores, siendo la goleadora.

### Rayo Vallecano
A finales de agosto de 2018 firma por el Rayo Vallecano, debutando en la jornada 3, con tres goles en casa del Madrid CFF, siendo esta jornada la de sus primeros goles y de la primera victoria del equipo. En su primer año jugó 28 partidos y anotó 10 goles. En su segunda temporada, la 2019/20, fue la gran figura de su equipo anotando 13 goles hasta que el torneo se detuvo. En ese momento era la cuarta mejor goleadora del campeonato con más de la mitad de los goles de su equipo. 

### Real Betis
En verano de 2020, se incorporó al Real Betis, anotando gol en los primeros cuatro partidos de pretemporada que disputó con el equipo. En julio de 2021, el Betis confirmó la baja de Altuve tras la finalización de su contrato.

### Valencia
En julio de 2021 se hizo oficial su fichaje por el Valencia CF.

## Estadísticas
Actualizado 21 de octubre de 2017.

### En Clubes
| Colón · Uruguay                             |               |               |    |    |   |   |   |    |    |    |
| 1ª                                          | 2016          | 12            | 9  | —  | — | 5 | 4 | 17 | 13 |    |
| Total club                                  | Total club    | 12            | 9  | —  | — | 5 | 4 | 17 | 13 |    |
| Santa Fe · Colombia                         | 1ª            | 2017          | 14 | 12 | — | — | 3 | 4  | 17 | 16 |
| Santa Fe · Colombia                         | 1ª            | 2018          | 13 | 16 | — | — | — | —  | 13 | 16 |
| Santa Fe · Colombia                         | Total club    | Total club    |    |    | — | — | 3 | 4  |    |    |
| Rayo Vallecano · España                     | 1ª            | 2018-19       | 28 | 10 | 1 | 0 | - | -  | 29 | 10 |
| Rayo Vallecano · España                     | 1ª            | 2019-20       | 18 | 13 | 1 | 0 | - | -  | 19 | 13 |
| Real Betis · España                         | 1ª            | 2020-21       | -  | -  | - | - | - | -  | -  | -  |
| Total carrera                               | Total carrera | Total carrera | 85 | 60 | 2 | 0 | 8 | 8  | 95 | 68 |
| (3) No incluye goles en partidos amistosos. |               |               |    |    |   |   |   |    |    |    |

## Palmarés

### Títulos nacionales
| Título                                          | Club                                 | Año  |
| ----------------------------------------------- | ------------------------------------ | ---- |
| Superliga femenina de fútbol de Venezuela       | Caracas Fútbol Club                  | 2009 |
| Copa femenina de fútbol de Venezuela            | Caracas Fútbol Club                  | 2009 |
| Superliga femenina de fútbol de Venezuela       | Caracas Fútbol Club                  | 2010 |
| Copa femenina de fútbol de Venezuela            | Caracas Fútbol Club                  | 2010 |
| Superliga femenina de fútbol de Venezuela       | Caracas Fútbol Club                  | 2011 |
| Superliga femenina de fútbol de Venezuela       | Caracas Fútbol Club                  | 2012 |
| Superliga femenina de fútbol de Venezuela       | Caracas Fútbol Club                  | 2014 |
| Campeonato Uruguayo Femenino Divisional A       | Colón Fútbol Club                    | 2016 |
| Liga Profesional Femenina de Fútbol de Colombia | Club Independiente Santa Fe Femenino | 2017 |

### Títulos internacionales
| Título                               | Equipo                                    | Año  |
| ------------------------------------ | ----------------------------------------- | ---- |
| Juegos Centroamericanos y del Caribe | Selección femenina de fútbol de Venezuela | 2010 |

### Distinciones individuales
| Distinción                                                         | Año  |
| ------------------------------------------------------------------ | ---- |
| Goleadora Liga Nacional de Fútbol Femenino de Venezuela (32 goles) | 2016 |
| Goleadora Copa Libertadores Femenina (4 goles)                     | 2016 |
| Goleadora Copa Libertadores Femenina (4 goles)                     | 2017 |
| Mejor Jugadora Iberoamericana (Premios Marca)                      | 2020 |